# Antonis Aidonis
Antonis Aidonis (Neustadt an der Weinstraße, 22 mei 2001) is een Duits-Grieks voetballer die doorgaans als centrale verdediger speelt. Hij tekende in 2018 bij VfB Stuttgart.

## Clubcarrière
Aidonis speelde zes seizoenen in de jeugd bij Hoffenheim. In 2018 trok hij naar VfB Stuttgart. Op 10 november 2018 debuteerde hij in de Bundesliga tegen FC Nürnberg. Hij viel in de extra tijd in voor Santiago Ascacíbar.

## Interlandcarrière
Aidonis speelde reeds voor verschillende Duitse nationale jeugdelftallen. In 2018 debuteerde hij in Duitsland –18.